# Aragon (Aude)
Aragon ist eine Gemeinde mit 476 Einwohnern (Stand 1. Januar 2022) in Frankreich (Département Aude), in der Nähe von Carcassonne.
Die Rebflächen der Gemeinde gehören zur geschützten Herkunftsbezeichnung Cabardès.

## Geschichte
In einer Höhle wurden Überreste aus der Bronzezeit (von etwa 2000 v. Chr.) gefunden. Im Jahr 1820 entdeckte man ein Fragment einer Begräbnisinschrift aus der Gallo-römischen Kultur.
Im 10. Jahrhundert gehörte Aragon zur Abtei von Montolieu, jedoch findet man seit dem 12. Jahrhundert Spuren der Grundherren von Aragon. Später besaßen sie ausgedehnte Gebiete, allerdings scheinen sie diese als Katharer erworben zu haben. Daher wurden die Besitzer ihrer Güter durch die Inquisition enteignet, wobei sie eine finanzielle Entschädigung erhielten. Das Gebiet wurde später in das Königreich und die Diözese Carcassonne aufgeteilt, aber trotz des fehlenden Schutzes der Lehnsherren blieb der Katharismus im Dorf erhalten.
In den Jahren 1575 und 1585 besetzten die Hugenotten das Dorf. Inzwischen hatte es der Herzog von Turenne im Jahr 1580 zurückgenommen.
Das Dorf hatte eine Wohlstandsperiode Ende des 18. Jahrhunderts, als Weberberufe die Belieferung der Tuchfabrikanten aus Carcassonne bestimmten und der Gemeinschaft so zusätzliches Einkommen brachten.

### Bevölkerungsentwicklung
| Jahr                       | 1962 | 1968 | 1975 | 1982 | 1990 | 1999 | 2006 | 2017 |
| Einwohner                  | 334  | 304  | 306  | 374  | 389  | 451  | 445  | 433  |
| Quellen: Cassini und INSEE |      |      |      |      |      |      |      |      |

## Sehenswürdigkeiten

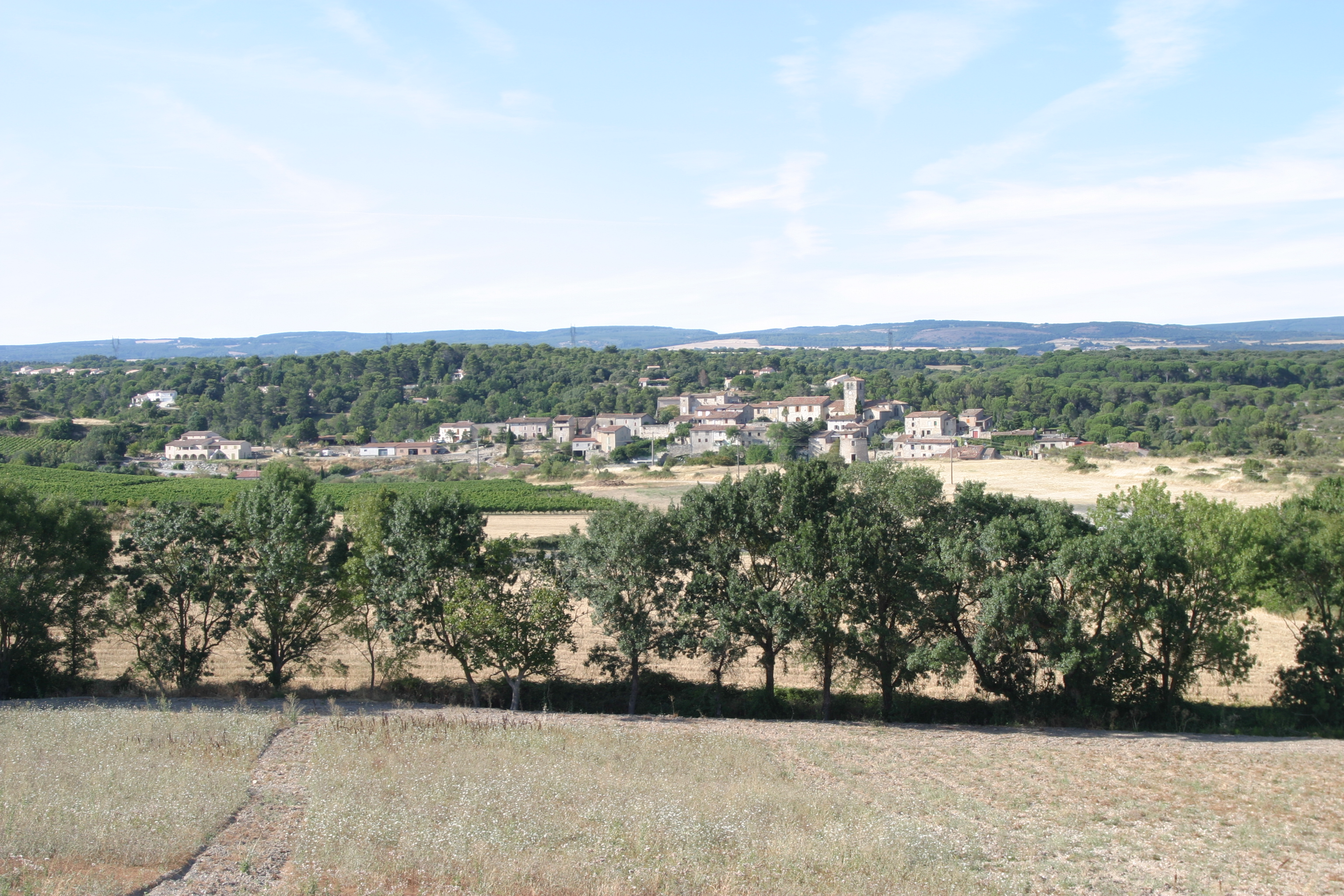
Fotografie von Aragon, von einem Hügel aus

- Kirche Sainte-Marie: Anfang des 14. Jahrhunderts wurde die Kirche im gotischen Stil errichtet, wobei ein Vorgängerbau aus dem 12. Jahrhundert ersetzt wurde. Die Glocke stammt von 1673.
- Croix de pierre: Das steinerne Kreuz stammt aus dem 15. Jahrhundert und steht im Zentrum des Ortes. Auf der einen Seite ist es geschmückt durch ein Relief Christus, auf der anderen mit einem von Maria mit dem Kind.
- Château de la fin (erbaut Ende des 16. Jahrhunderts)
- Musée des vieux outils vignerons: das Museum stellt alte Winzerwerkzeuge aus und stellt die Geschichte des örtlichen Weinbaus dar